# ميلدريك تايلور
ميلدريك تايلور (بالإنجليزية: Meldrick Taylor)‏ مواليد 19 أكتوبر 1966 في فيلادلفيا، الولايات المتحدة، هو ملاكم أمريكي يصنف ضمن فئة وزن الوسط. حقق بطولة رابطة الملاكمة العالمية وبطولة الاتحاد الدولي للملاكمة. شارك في دورة الألعاب الأولمبية الصيفية.

## إحصائيات
خاض خلال مسيرته 47 نزالا، فاز في 38 وتعادل في 1 وخسر في 8. فاز بالضربة القاضية في 20 نزالا.

## الميداليات
| الميدالية | المسابقة                       |
| --------- | ------------------------------ |
| ذهبية     | الألعاب الأولمبية الصيفية 1984 |

## روابط خارجية
- ميلدريك تايلور على موقع بوكس ريك (الإنجليزية) (registration required)
- ميلدريك تايلور على موقع اللجنة الأولمبية الدولية (الإنجليزية)
- ميلدريك تايلور على موقع أوليمبيديا (الإنجليزية)